# The Singer
The Singer is het vierde album van de Deense singer-songwriter Teitur. De ondertitel is A new and original recording of modern life. Het geheel is verpakt in een stemmige hoes, die uit de jaren 50 lijkt te komen. Het album is opgenomen op het Zweedse eiland Gotland, in het gehucht Fridhem nabij Ljugarn en wel in de maand oktober van 2007. Een behoorlijke lijst aan musici heeft meegespeeld in de elf tracks.

## Musici
- Teitur – zang
- Derek Murphy – slagwerk
- Mikael Blak – basgitaar
- Jakob Blo – gitaar
- Trondur Bogason – toetsinstrumenten
- Bernt Eklund – saxofoons en fagot
- Lars Olov Ahnell – basklarinet, klarinet
- Raphael Santara – akoestische gitaar, piano en glockenspiel
- Visby Brass – koperkwintet
- Marucs Gruvstedt – marimba en xylofoon

aangevuld met achtergrondzangers

## Composities
Alle muziek en teksten zijn geschreven door Teitur, tenzij anders aangegeven. 
| Nr. | Titel                                                 | Duur |
| --- | ----------------------------------------------------- | ---- |
| 1.  | The Singer                                            | 3:31 |
| 2.  | Your Great Book                                       | 4:17 |
| 3.  | The Girl I Don't Know (Cohen/Lassen)                  | 4:13 |
| 4.  | We Still Drink the Same Water                         | 4:58 |
| 5.  | Catherine the Waitress                                | 3:58 |
| 6.  | Legendary Afterparty                                  | 5:59 |
| 7.  | Guilt by Association                                  | 5:44 |
| 8.  | Start Wasting My Time (Nik Kershaw/Lassen)            | 5:03 |
| 9.  | Letter from Alex (Ejsmont/Lassen)                     | 4:29 |
| 10. | Don't Let Me Fall in Love with You (Hewerdine/Lassen) | 5:15 |
| 11. | You Should Have Seen Us (Cohen/Lassen)                | 4:46 |

| Nr. | Titel       | Duur |
| --- | ----------- | ---- |
| 12. | Louis Louis | 4:32 |
| 13. | Hitchhiker  | 3:46 |